# Бударіно
Буда́ріно (каз. Бударино) — село у складі Акжаїцького району Західноказахстанської області Казахстану. Адміністративний центр Бударінського сільського округу.
Населення — 1240 осіб (2021; 1444 у 2009, 1575 у 1999, 1599 у 1989).